# Reyes Moronta
Reyes Moronta (Santiago de los Caballeros, 6 de enero de 1993-Villa González, 28 de julio de 2024) fue un beisbolista dominicano que jugó cinco temporadas con cuatro equipos en la MLB en la posición de pitcher.

## Carrera
Moronta fue contratado por los San Francisco Giants como agente libre internacional en septiembre de 2010 con 17 años por $15,000. Su debut profesional en ligas menores fue en 2011 con los Dominican Summer League Giants. También jugó para los Arizona League Giants en 2012. Fue pitcher abridor con los Salem-Keizer Volcanoes en 2013, Arizona League Giants en 2014 y Augusta GreenJackets en 2015.
Moronta luego jugó con los San Jose Giants en 2016 pero como relevista, con un récord de 0–3 y 14 salvamentos (3° en la California League) y efectividad de 2.59 en 60 partidos (líder de la liga) con 59 innings y 93 ponchados (promedio de 14.2 por inning; lideró la liga). Lanzaba una bola rápida de 100 mph. Fue All Star en la MiLB. Los Giants lo agregaron al equipo al aumentar el roster a 40 jugadores en 2016.
Los Giants promovieron a Moronta el 10 de mayo de 2017. En esa temporada Moronta lanzó en siete partidos con los Giants, tuvo 11 ponches en 62⁄3 (14.8 por 9 innings). En las ligas menores jugó para tres equipos y su récord fue de 3–1 con cinco salvamentos y efectividad de 2.92, además de 34 apariciones como relevista, lanzó 37 entradas y ponchó a 47 (11.4 por 9 innings).
En 2018 con los Giants su récord fue de 5–2 con un salvamento y 2.49 ERA, estuvo en 69 partidos como relevista (4° entre los novatos de la NL, y la mayor cantidad para un novato de los Giants desde Elias Sosa en 1973), lanzó 65 innings y ponchó a 79 (10.9 por 9 innings). Su recta de cuatro costuras alcanzaba las 97.6 mph, ylos oponentes le bateaban para .154, .142 ante su slider y .132 los bateadores derechos. Tuvo una racha de doce salidas consecutivas sin permitir hit. Puso un récord en los Giants de menos hits por 9 innings (4.71), con al menos 50 innings lanzados.
En 2019 con los Giants su récord fue de 3–7 con 2.86 ERA en 56 partidos, 56.2 innings y 70 ponches (11.1 por 9 innings). Su recta de cuatro costuras pasó a ser de 97.5 mph, los oponentes le batearon para .123 ante su slider. En septiembre de 2019 tuvo cirugía para reparar el Labrum glenoideo de su hombro derecho, por lo que estuvo fuera por entre 9 y 11 meses. Como consecuencia se perdió la temporada 2020.
El 17 de mayo de 2021 Moronta fue colocado en la lista de lesionados por 60 días por una rotura de ligamentos en su hombro. El 21 de septiembre de 2021 Moronta fue enviado por asignación al equipo Triple-A Sacramento River Cats. El 14 de octubre de 2021 Moronta eligió la agencia libre.
El 19 de febrero de 2022 Moronta firmó con los Diablos Rojos del México de la LMB. Sin embargo, el 12 de marzo de 2022 antes de iniciar la temporada en México, Moronta firma un contrato de ligas menores con Los Angeles Dodgers con invitación al entrenamiento de primavera. Inició la temporada en Triple-A con los Oklahoma City Dodgers pero fue ascendido al primer equipo el 24 de abril de 2022.
Moronta apareció en 22 partidos con Los Angeles, con 4.18 ERA antes de ser designado por asignación el 22 de agosto de 2022. Ese mismo día Moronta fue reclamado de waivers por los Arizona Diamondbacks. Moronta tuvo 17 apariciones con Arizona hasta el fin de temporada. Lanzó 14 innings, su récord fue de 2–2 con 4.50 ERA con 11 ponches y dos salvamentos. Al final se convirtió en agente libre el 19 de noviembre de 2022.
El 25 de enero de 2023 Moronta firma un contrato de ligas menores con los Texas Rangers. Moronta tuvo efectividad de 15.88 en el entrenamiento de primavera antes de ser dejado en libertad el 24 de marzo de 2023. El 3 de abril de 2023 Moronta regresa con los Diablos Rojos del México. Tuvo ocho apariciones con el equipo de México donde tuvo efectividad de 2.35 con 13 ponchados y un salvamento en 7 2⁄3 innings.
El 11 de mayo de 2023 Moronta firma un contrato de ligas menores con Los Angeles Angels. Tuvo tres apariciones sin permitir carrera en el equipo de Triple-A Salt Lake Bees, ponchó a nueve en 4.0 innings. El 21 de mayo de 2023 Moronta pasó a formar parte de roster principal. Tuvo dos apariciones con los Angels, efectividad de 6.75 en 1⅓ innings. El 26 de mayo de 2023 Moronta fue relegado para ascender a Sam Bachman. Fue enviado a waivers el 29 de mayo de 2023. El 4 de octubre de 2023 Moronta pasó a la agencia libre.
El 9 de mayo de 2024 Moronta firmó con los Bravos de León de la LMB. En 19 apariciones con los Bravos tuvo efectividad de 8.69 con 24 ponches, 4 salvamentos en 19 2⁄3 innings. Moronta fue dejado en libertado por el León el 25 de julio de 2024.
En el béisbol invernal jugó en su natal República Dominicana con los Gigantes del Cibao y los Leones del Escogido.

## Muerte
El 28 de julio de 2024 Moronta murió en un accidente de tráfico en su natal República Dominicana. El accidente ocurrió en un vehículo todo terreno fuera de la casa de su padre en Villa González.